# Sebastián Nóblega
David Sebastián Nóblega (Tinogasta, Argentina; 19 de septiembre de 1983) es un abogado y político argentino del Partido Justicialista. Es Diputado de la Nación Argentina por la Provincia de Catamarca desde 2023.

## Biografía
Nacido en Tinogasta, Nóblega creció en Copacabana. Estudió abogacía en la Universidad Nacional de Catamarca.
Nóblega fue electo Intendente de Tinogasta en 2015. Fue reelecto en 2019.
En las Elecciones legislativas de 2023 fue electo Diputado de la Nación Argentina por la Provincia de Catamarca, en la lista Unión por la Patria.

## Labor parlamentaria
En el proyecto de ley “Bases y Puntos de Partida para la Libertad de los Argentinos” que envió el Poder Ejecutivo nacional al Congreso argentino a inicios de 2024, se encuentra el capítulo referido al Régimen de Incentivo para Grandes Inversiones, conocido por el acrónimo “RIGI”. Según la intención expresada en los fundamentos del mensaje presidencial, este conjunto de medidas tendría como objetivo generar un ambiente de seguridad jurídica que fomente la llegada de capital extranjero y nacional. La oposición ha formulado fuertes críticas al proyecto y se permite descreer de los resultados positivos pregonados por quienes impulsan el cambio hacía la dirección anarco capitalista propuesta por el presidente Milei.
Este capítulo ofrecería un marco legal de incentivos impositivos, aduaneros y cambiarios que, según sus autores, puede llegar a atraer proyectos de inversión superiores a los 200 millones de dólares. Cabe aclarar que proyecto de ley consideró grandes inversiones las que tengan un volumen en el margen entre los US$200 millones y US$900 millones, cifra en las que oscilan todos los proyectos litíferos que han invertido en los últimos años en la provincia de Catamarca.
El capítulo I del título VIII, el primero del RIGI, obtuvo 134 votos a favor, 109 en contra y seis abstenciones. .8 En el capítulo IV del RIGI obtuvo 134 afirmativos, 111 negativos y 5 abstenciones. En este capítulo el diputado S. Noblega se abstuvo de emitir su voto. .9

## Historial electoral
| Año  | Candidatura                         | Partido/Coalición                         | Elección     | votos   | Porcentaje       | Resultado                 |
| ---- | ----------------------------------- | ----------------------------------------- | ------------ | ------- | ---------------- | ------------------------- |
| 2023 | Diputado de la Nación por Catamarca | Partido Justicialista/Unión por la Patria | Legislativas | 102.943 | \| \| 52,52 % \| | Electo (1.er lugar lista) |
|      | 52,52 %                             |                                           |              |         |                  |                           |